# Ribacoa

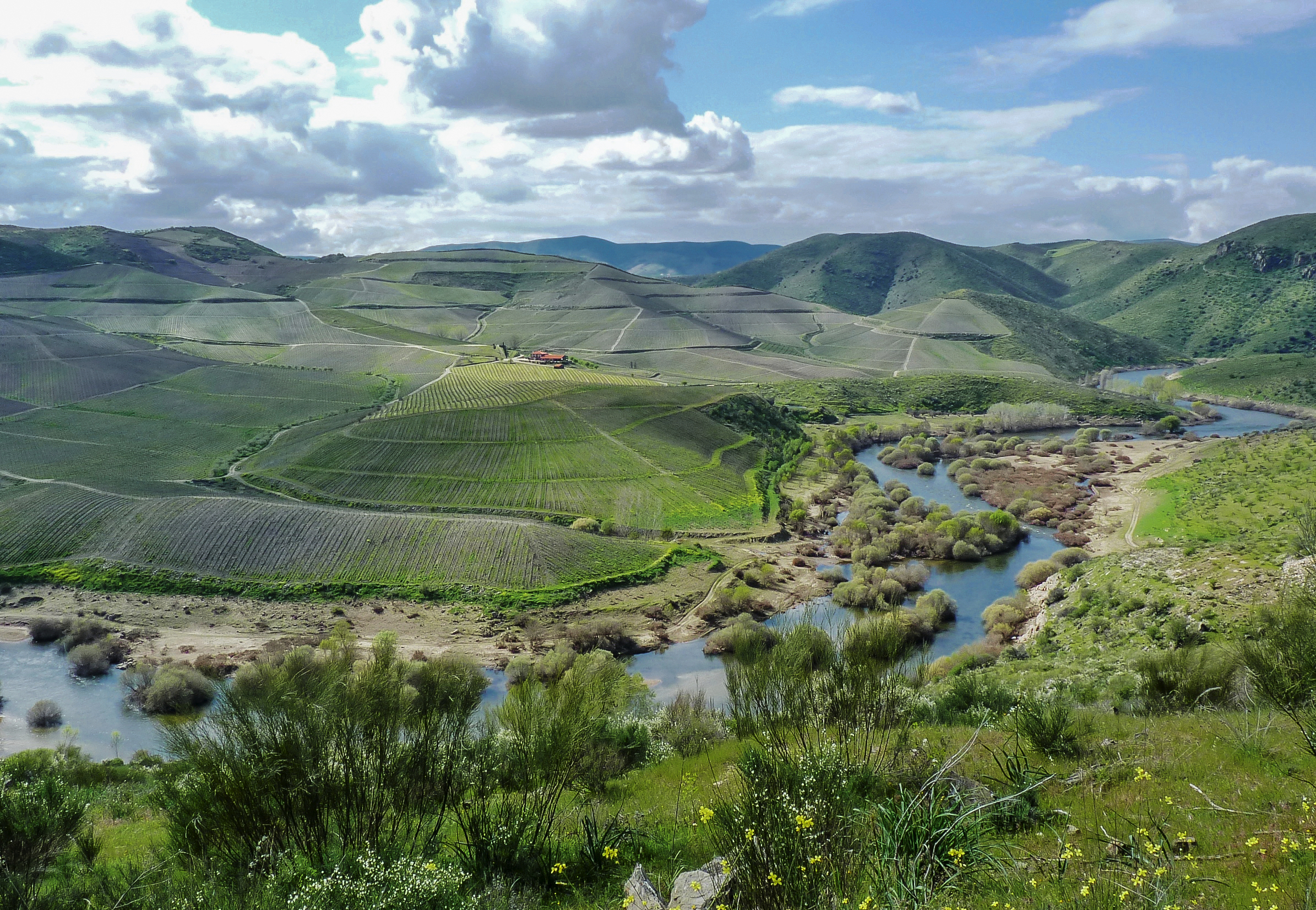
La rivière Coa, au Portugal.

La Ribacoa (littéralement : sur la rive de la rivière Coa) est une région portugaise historique de la Beira Alta, située à peu près entre la rive droite de la rivière Coa et la rive gauche de la rivière Águeda . 
La région a été l'objet de conflits territoriaux entre le Portugal et León (et à partir de 1230, la Castille et León). Après le traité d'Alcanizes de 1297, les châteaux de la région passent définitivement aux mains des Portugais. La région était constituée des forteresses suivantes : 
- Château d'Alfaiates
- Château médiéval d'Almeida
- Château de Castelo Bom
- Château de Castelo Melhor
- Château de Castelo Mendo
- Château de Castelo Rodrigo
- Château de Monforte
- Château de Pinhel
- Château de Sabugal
- Château de Vilar Maior

Actuellement, la région est occupée par les comtés d'Almeida, Figueira de Castelo Rodrigo, Pinhel, Sabugal et Vila Nova de Foz Coa (tous dans le district de Guarda ; Beira Interior Norte). 
Il y a deux villes historiques : Pinhel (élevée au rang de ville en 1770) et Sabugal (récemment élevée au rang de ville en 2004). 
Les villes historiques de Pinhel et Sabugal possèdent un riche patrimoine, tout comme les villes d'Almeida et Figueira de Castelo Rodrigo et la plupart des autres villes, villages et villes situés à Terras de Riba-Coa, y compris des pilori en plus des châteaux, des murs d’enceintes et des châteaux, dans la vallée du Coa, qui coule du sud (municipalité de Sabugal) au nord (municipalité de Foz Coa, sous-région du Douro).

## Caractéristiques
- Rivière principale : Coa ;
- Montagne principale de la Ribacoa : Serra da Marofa ;
- Principaux sites : Pinhel, Sabugal, Almeida, Figueira de Castelo Rodrigo, Vilar Formoso, Soito, Alverca da Beira, Freixedas et Pinzio.